# Jean-Baptiste André Godin

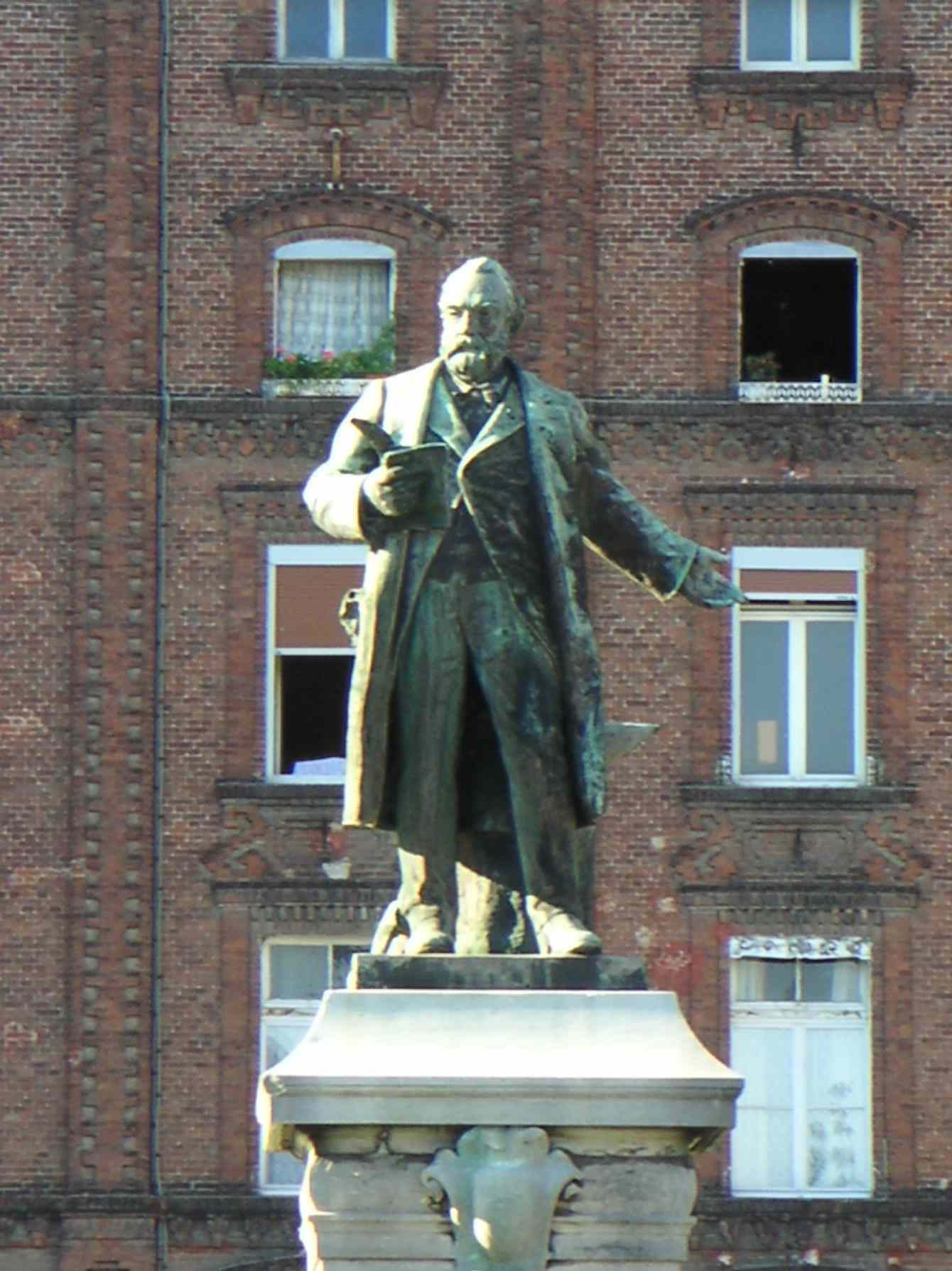
Statue Godins vor dem Familistère in Guise

Jean-Baptiste André Godin (* 26. Januar 1817 in Esquéhéries, Département Aisne, Frankreich; † 15. Januar 1888, in Guise, Aisne) war ein frühsozialistischer französischer Unternehmer und Gründer der Ofenfabrik „Les Cheminées Godin“ in Guise sowie der dazugehörigen genossenschaftlichen Gemeinschaftswohnanlage Familistère Godin. Er war unter der Dritten Französischen Republik von 1871 bis 1876 Abgeordneter des Départements Aisne.

## Leben
Der Sohn eines Dorfschmiedes verließ die Schule im Alter von elf Jahren, um in der Werkstatt seines Vaters zu arbeiten, schloss seine Lehre bei seinem Onkel ab, und begab sich mit 17 Jahren auf die Wanderschaft (1835–1837), die ihn nach Paris, Bordeaux, Toulon, Marseille und Lyon führte. Nach der Heimkehr eröffnete er im Jahr 1840 mit Unterstützung seines Vaters, der ihm 4000 Francs zur Verfügung stellte, in seinem Heimatort eine eigene Werkstatt, in der er mit Hilfe von zwei Arbeitern begann, Heizöfen zu bauen. Die Leitung der im Jahr 1846 aus dieser Werkstatt hervorgegangenen Ofenfabrik Godin (siehe nachstehend) beschäftigte Jean-Baptiste André Godin bis an sein Lebensende.
Godin, den die Erfahrungen der Wanderschaft für die harten Lebensbedingungen innerhalb der schlechtbezahlten Arbeiterklasse empfänglich gemacht hatten, ergänzte seine geringe Schulbildung durch die Lektüre der Werke von Rousseau, Diderot und Voltaire. Ein Zeitungsartikel weckte sein Interesse für den utopischen Sozialreformer Charles Fourier (1772–1837) und die von diesem begründete „École sociétaire“ und veranlasste ihn, die Zeitschrift La Phalange zu abonnieren, die der Verbreitung der Lehre Fouriers diente. Schließlich trat er der „Ecole sociétaire“ selbst bei.
Im Jahr 1853 oder 1854 investierte und verlor der nachhaltig von Fouriers Lehre beeinflusste Industrielle 100.000 Francs, etwa ein Drittel seines damaligen Vermögens. Er unterstützte damit Victor Considerant (1808–1893), der nach einem missglückten Aufstand gegen Napoléon III. im Exil in den Vereinigten Staaten lebte. Als begeisterter Anhänger Fouriers hoffte Considerant, dessen theoretische Lehre durch die Gründung des Phalanstères „La Réunion“ bei Dallas in Texas in die Tat umsetzen zu können. Aufgrund der Anwerbung von landwirtschaftlich unerfahrenen Kolonisten, der schlechten Bodenbeschaffenheit, ungünstiger klimatischer Verhältnisse, einer Heuschreckenplage und entsprechend geringen Erträgen löste die Kolonie sich bereits im Jahr 1856 wieder auf.
Nach diesem Fehlschlag ließ der sozial engagierte Fabrikbesitzer in den Jahren von 1859 bis 1880 in der unmittelbaren Nachbarschaft seiner Fabrik eine Wohnanlage für die dort beschäftigten Arbeiter errichten, die als „Familistère Godin“ (siehe unten) bekannt geworden ist. 1880 überschrieb er das Familistère einer genossenschaftlich organisierten association, die bis 1968 bestand.
Jean-Baptiste André Godin starb im Jahr 1888 in Guise. Er war verheiratet mit Marie Lemaire.

## Werk

### Die Ofenfabrik „Les Cheminées Godin“

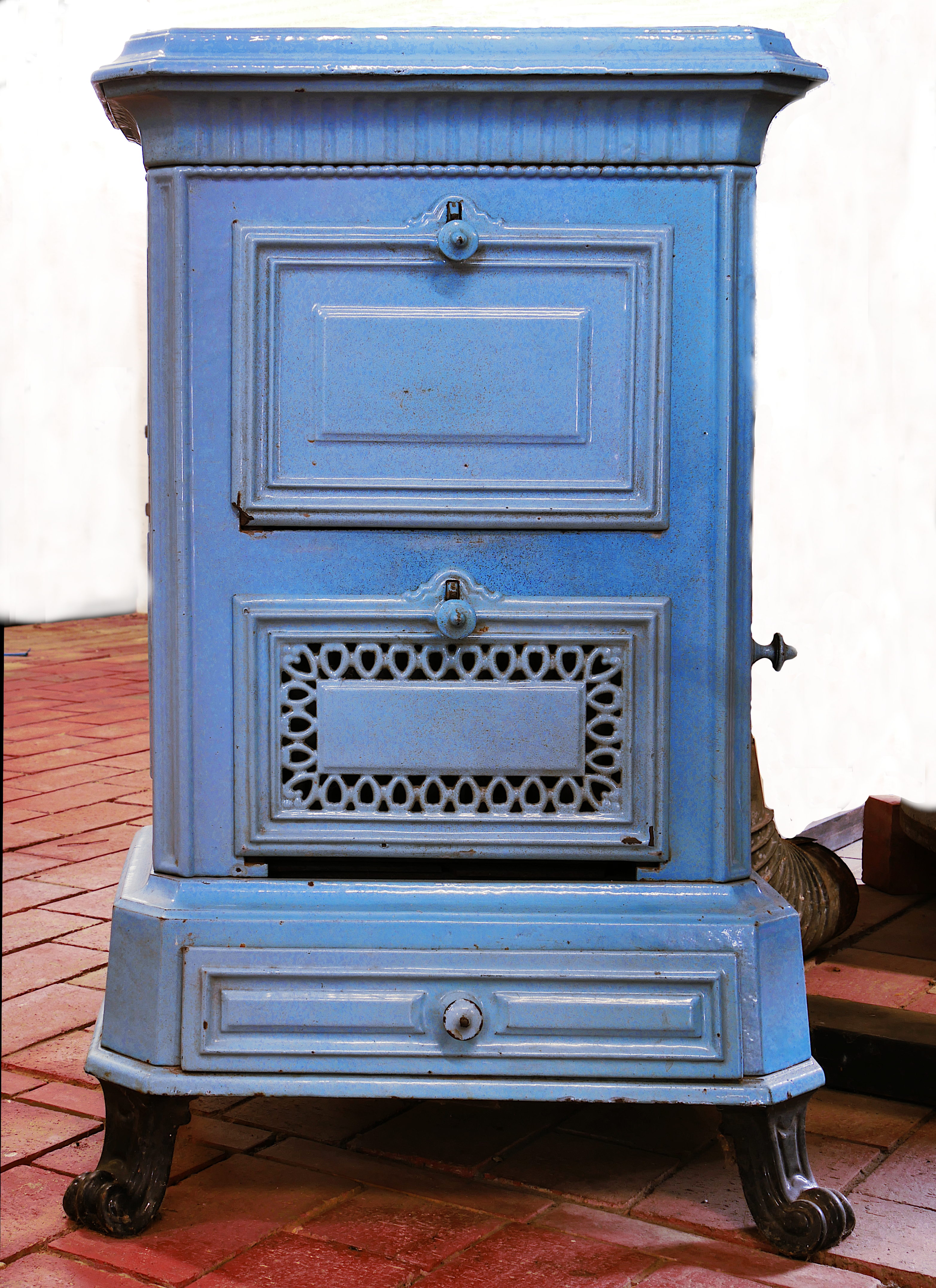
Kochofen aus Godins Firma im Freilichtmuseum Roscheider Hof

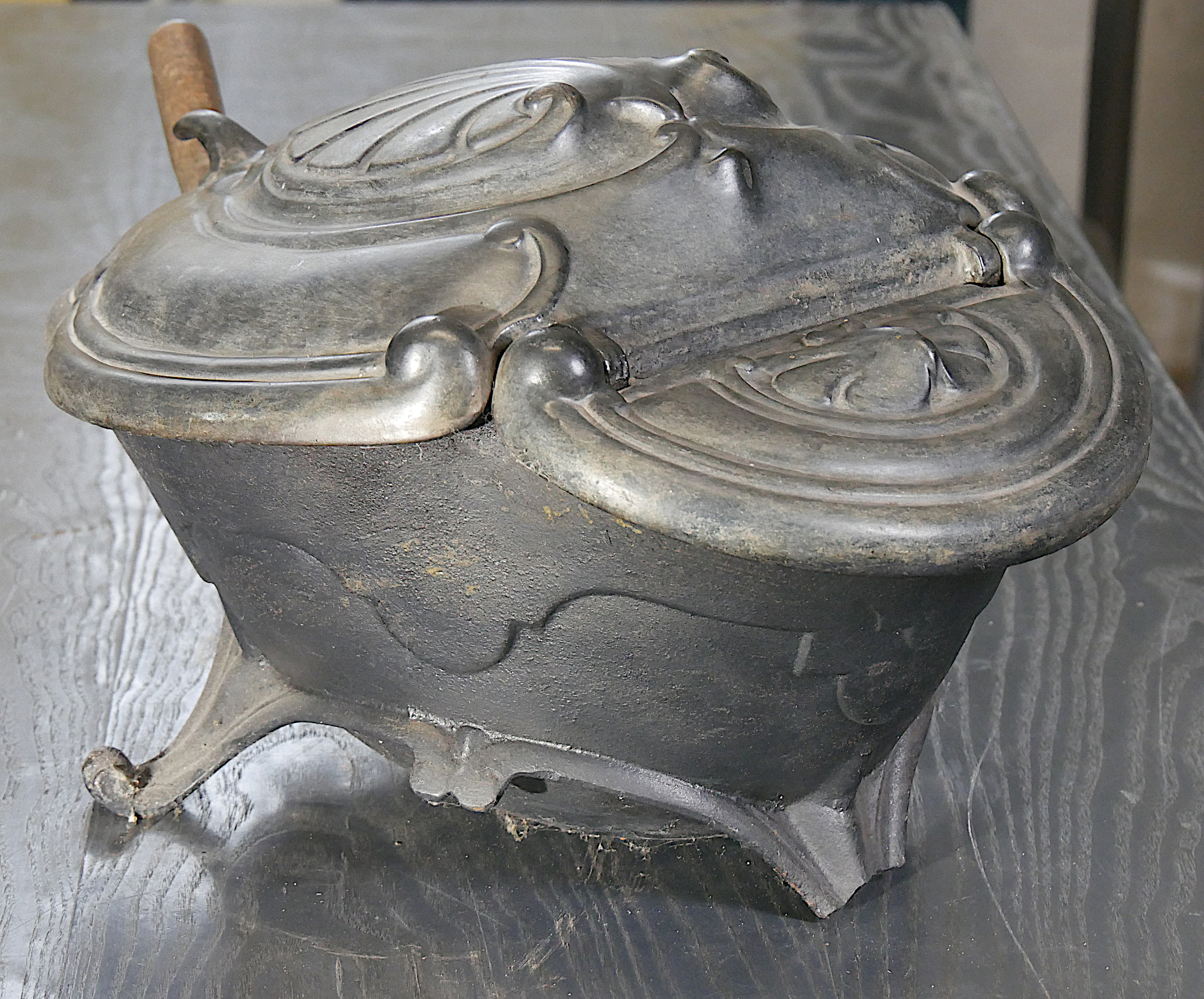
Kohlenfrosch

Der wirtschaftliche Erfolg stellte sich für Godin mit der Patentierung des von ihm entwickelten neuen Verfahrens zur Herstellung von Öfen aus Gusseisen – und nicht mehr aus Blech – ein. Er veranlasste den Ofenbauer im Jahr 1846, etwa 40 km von der belgischen Grenze entfernt, am Ufer der Oise und am Rand des Städtchens Guise mehrere Grundstücke zu erwerben, um die Produktion in eine verkehrstechnisch  günstigere Gegend zu verlegen. Es folgten weitere Patente, die Einstellung, bis 1850, von 180 Arbeitern und Angestellten und die Gründung einer zweiten Fabrik in der Nähe von Brüssel (1853). Im Jahr 1880 beschäftigte die Fabrik etwa 1500 Arbeiter, im Jahr 1908 über 2000.
Die Fabrik wurde später privatisiert. Nach einem erneuten, im Jahr 1980 erfolgten Besitzerwechsel floriert sie wieder und beschäftigt 280 Mitarbeiter.

### Das Familistère Godin
Der Bau des Familistères, das auf dem der Ofenfabrik gegenüberliegenden Ufer der Oise in eine Flusswindung gebettet ist, begann im Jahr 1859 mit der Errichtung der Wohnpavillons. Die Planung erfolgte in Anlehnung an Fouriers Modell des Phalansteriums und kam mit insgesamt 500 Wohnungen dessen angedachtem Ideal einer Ansiedlung von 1600 Bewohnern nahe. Allerdings passte Godin, der durch das Scheitern des texanischen Phalansteriums umsichtiger geworden war, das utopische Modell seinen eigenen finanziellen Möglichkeiten sowie den spezifischen Gegebenheiten seiner Ofenfabrik und den Bedürfnissen der dort beschäftigten Arbeiter an.
Die Anlage umfasst drei Wohnpavillons, die als Wohn- oder Sozialpalast bezeichnet wurden, ein Theater, zwei parallel zu den Seitenfassaden des Theaters errichtete Schulen, weitere Gemeinschaftsgebäude wie Krippe, Bad- und Waschhaus und sonstige Wirtschaftsgebäude.
Die drei vierstöckigen Wohnhäuser weisen jeweils vier Flügel auf, die einen rechteckigen, mit einem Glasdach versehenen Innenhof bilden. Sie wurden dergestalt angeordnet, dass zwischen den beiden seitlichen und dem mittleren, zurückversetzten Gebäude ein vierter, unter freiem Himmel gelegener, nach vorne geöffneter Hof entstand. In den beiden im hinteren Bereich dieses Hofes befindlichen Ecken wurden Durchgänge zwischen den Gebäuden ausgebildet.
Die Wohngebäude wurden, so wie die Fabrik, später privatisiert, während das Theater und weitere Gemeinschaftsanlagen in den Besitz der Stadtgemeinde Guise übergingen. Im Rahmen des umfangreichen Sanierungsprojektes Projekt Utopia hat die Gemeinde inzwischen etwa ein Viertel der seinerzeit privatisierten, teilweise sanierungsbedürftigen Wohnungen des Familistere aufgekauft. Sie ist bestrebt, die Bedeutung des Familistères herauszustellen und die Anlage für touristische Zwecke zu erschließen.

### Schriften
- Solutions Sociales. 1871 (Neuausgabe: Paris 1979).
- Mutualité sociale et association du capital et du travail. Paris 1880.